# 全部床義歯補綴学
全部床義歯補綴学（ぜんぶしょうぎしほてつがく、complete denture prosthodontics）は歯の全欠損症例における対応を行う学問である。

## 概要
歯科補綴学専門用語集によると、「歯科補綴学の一分科で、片顎または上下顎すべての歯を喪失した症例に対し、全部床義歯によって修復・整形し、損なわれた口腔と関連組織の形態と機能および外観を回復させるとともに、患者の健康の維持・増進を図るために必要な理論と技術を考究する学問」とある。
日本で総義歯は、いわゆる「総入れ歯」や単に「入れ歯」として一般に呼称されることが多い。概してあまりイメージの良くない言葉ではあるが、平均寿命が大きく延びた今日において必要不可欠な学問・臨床技術であり、アンチエイジングの先駆けともとらえることができる。
昨今では無歯顎におけるインプラントオーバーデンチャーなども登場しているが、全部床義歯の歴史は古く、日本には木製の総義歯なども現存している。
一般に健康保険が適用になる治療法であるが、自由診療においてより一層の快適さを求めるため床の部分に金属を用いたタイプも作製される。